# 라이츠 오브 스프링
라이츠 오브 스프링(Rites of Spring)은 미국의 포스트 하드코어 밴드이다.